# Taniec ulotnych marzeń
Taniec ulotnych marzeń (ang. Dancing at Lughnasa) - irlandzko-brytyjsko-amerykański dramat z 1998 roku w reżyserii Pata O'Connora. Film powstał na podstawie sztuki Briana Friela i poematu Tam, koło wierzbowych ogrodów (Down by the Salley Gardens) Williama Butlera Yeatsa.

## Główne role
- Gerard McSorley - Narrator
- Meryl Streep - Kate Kit Mundy
- Michael Gambon - Ojciec Jack Mundy
- Catherine McCormack - Christina Chrissy Mundy
- Kathy Burke - Margaret Maggie Mundy
- Sophie Thompson - Rose Rosie Mundy
- Brid Brennan - Agnes Aggie Mundy
- Rhys Ifans - Gerry Evans
- Darrell Johnston - Michael Mike Mundy
- Lorcan Cranitch - Danny Bradley
- John Kavanagh - Ojciec Carlin
- Marie Mullen - Vera McLoughlin
- Dawn Bradfield - Sophie McLoughlin
- Peter Gowen - Austin Morgan

## Fabuła
Irlandia, rok 1936. W wiosce Ballybog mieszkają siostry Mundy. Każda z nich jest inna: Kate jest nauczycielką; Agnes to opiekunka o wręcz anielskim sercu; Rose - niewinna i prostolinijna; Christine - niepoprawna romantyczka, która opiekuje się synem Michaelem; Agnes z kolei jest wesołą i uduchowioną. Po latach nieobecności w ich domu pojawia się ich brat. Podczas święta Lughnasy - boga tańca i światła - wywoła lawinę wydarzeń, które zapiszą się w pamięci młodego Michaela.